# アーゴルド
アーゴルド（伊: Agordo）は、イタリア共和国ヴェネト州ベッルーノ県にある、人口約4,100人の基礎自治体（コムーネ）。

## 地理

### 位置・広がり
ベッルーノ県中部のコムーネ。

#### 隣接コムーネ
隣接するコムーネは以下の通り。
- ラ・ヴァッレ・アゴルディーナ
- リヴァモンテ・アゴルディーノ
- タイボーン・アゴルディーノ
- ヴァル・ディ・ゾルド
- ヴォルターゴ・アゴルディーノ

### 気候分類・地震分類
気候分類では、zona F, 3376 GGに分類される。
また、イタリアの地震リスク階級 (it) では、zona 3 (sismicità bassa) に分類される。

## 行政

### 分離集落
アーゴルドには、以下の分離集落（フラツィオーネ）がある。
- Rif, Piasent, Col Vignas, Don, Giove, Brugnach, Valcozzena, Parech, Farenzena, Val di Frela, Toccol, Bries, Pragrande, Veran, Crostolin

## 社会

### 経済・産業
世界最大規模の眼鏡メーカー、ルックスオティカの創業地である。本社機能はミラノに移されているが、生産拠点がある。

## 姉妹都市
- ズリアーノ、イタリア
- Dolomieu、フランス